# 보이구섬
보이구섬 (Boigu Island)은 퀸즐랜드주와 오스트레일리아에서 가장 북쪽에 있는 유인 섬이다. 이 섬은 케이프요크반도와 뉴기니섬을 나누는 토레스 해협에 위치한 토레스 해협 제도의 최서단 그룹에 속한다. 파푸아뉴기니 본토는 보이구에서 6 킬로미터 (3.7 mi)밖에 떨어져 있지 않다. 보이구의 면적은 89.6 제곱킬로미터 (34.6 mi2)이다. 보이구섬은 또한 Torres Strait Island Region 내에 있는 마을과 지역의 이름이기도 하다. 보이구는 주로 원주민인 토레스 해협 제도 원주민이 거주한다. 2021 인구 조사에서 이 섬의 인구는 199명이었으며, 이 중 189명 또는 인구의 95%가 오스트레일리아 원주민으로 확인되었다.
이 섬은 탤벗 제도 중 가장 크고 유일하게 사람이 거주하는 섬이다.

## 언어 및 소속
보이구의 언어는 토레스 해협 서부 및 중부 섬의 언어이다. 특정 방언은 칼라우라가우야어이며, 다우안과 사바이 섬에서도 사용된다. 이 세 섬의 사람들은 자신들을 하나의 민족으로 간주한다.
칼라우라가우야어 (칼라우 카와우, KKY라고도 알려져 있음)는 토레스 해협의 언어 중 하나이다. 칼라우라가우야어는 토레스 해협 제도 지역의 최서단 섬들이 소유한 전통 언어이다.

## 지리
보이구섬은 길이가 약 18 킬로미터 (11 mi)이며 저지대이다. 이 섬은 인근 뉴기니강의 방류로 해협에 퇴적된 충적 퇴적물이 쌓여 형성되었다. 이 퇴적물은 얕은 대륙붕에서 솟아오른 오래된 산호 지대에 시간이 지나면서 쌓여 결국 섬을 형성했다.
이 섬은 파푸아뉴기니 본토(키와이 농촌 LLG와 모어헤드 농촌 LLG 경계 근처)와 가장 좁은 지점에서 6 킬로미터 (3.7 mi) 너비의 해협으로 분리되어 있다. 이 섬은 또한 인도네시아 공화국과 가장 가까운 오스트레일리아 영토로, 서뉴기니의 메라우케 리젠시 내 인도네시아-파푸아뉴기니 국경의 남쪽 끝에서 동남쪽으로 123 킬로미터 (76 mi) 떨어져 있다.
섬의 북쪽 끝에는 보이구 마을이 있다 (남위 9° 13′ 57″ 동경 142° 13′ 07″ / 남위 9.2324°  동경 142.2186° ). 이곳은 오스트레일리아의 최북단 정착지이지만, 최북단 육지는 동쪽으로 173 킬로미터 (107 mi) 떨어진 무인도인 Bramble Cay이다.
섬의 대부분은 광범위한 주기적 홍수에 취약하며, 그 결과 마을은 가장 높은 지대에 건설되었다.
근처에는 다음과 같은 작은 섬들이 있다.
- 오부시섬, 아우부즈라고도 알려져 있음 (남위 9° 14′ 03″ 동경 142° 10′ 12″ / 남위 9.2342°  동경 142.1700° )[9][10]
- 모에지나 카와 (남위 9° 13′ 43″ 동경 142° 08′ 50″ / 남위 9.2285°  동경 142.1472° )[10]
- 사푸랄 카와 (남위 9° 13′ 26″ 동경 142° 08′ 55″ / 남위 9.2240°  동경 142.1487° )[10]
- 아이메르무드 (남위 9° 13′ 55″ 동경 142° 09′ 26″ / 남위 9.2319°  동경 142.1571° )[10]
- 모이미섬, 모에임이라고도 알려져 있음 (남위 9° 13′ 41″ 동경 142° 14′ 31″ / 남위 9.2280°  동경 142.2419° )[10][11]

틀:Endflowlist
보이구섬 공항은 마을의 남서쪽 가장자리에 있다 (남위 9° 13′ 58″ 동경 142° 13′ 05″ / 남위 9.2327°  동경 142.2181° ).

## 역사

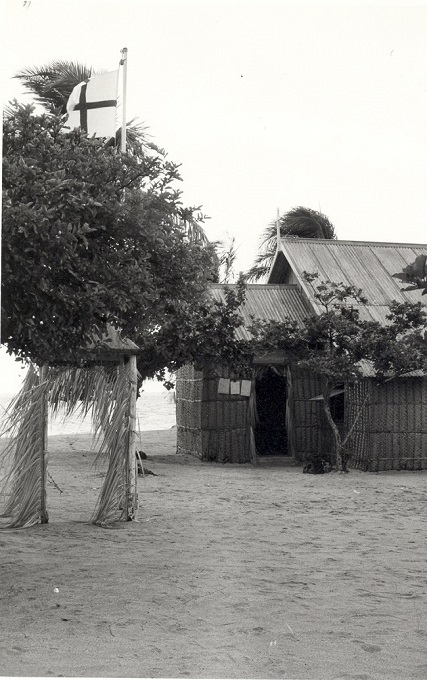
보이구 해변의 교회 (날짜 미상)

보이구는 1871년 인근 사바이섬에 선교부가 설립된 후 어느 시점에 런던 선교회의 남태평양 섬 출신 선교사들이 방문했다.
1870년대부터 1910년경까지 보이구, 다우안, 사바이 사람들은 인접한 파푸아 사람들과 함께 현재의 남파푸아주 남동부 출신인 흉악한 머리 사냥꾼 Marind-anim족의 투게랄 "전사"들에게 괴롭힘을 당했다. 이 시기를 다루는 문헌에서는 이들을 일반적으로 '투게르(Tuger)' 또는 '투게리(Tugeri)'라고 부른다. 윌리엄 맥그레거 경(영국 뉴기니 총독)은 1886년에 이러한 습격의 결과로 인구가 거의 멸종 상태에 이르렀다고 언급했다. 그가 깨닫지 못했던 것은 당시 인구의 대부분이 상호 보호를 위해 사바이와 다우안의 가족들과 함께 머물고 있었다는 사실이었다.
2004년 토레스 해협 지역 당국(TSRA) 자료에 따르면, 거주 인구는 약 340명이었다.
말루 키와이 주립학교는 1985년 1월 29일에 개교했다. 2007년에 이 학교는 토레스 해협 제도에 있는 17개 학교 중 하나로 통합되어 타가이 주립 대학 (주 캠퍼스는 목요섬에 있음)의 말루 키와이 캠퍼스가 되었다.
2016 인구 조사에 따르면 섬에는 271명이 거주하고 있었으며, 이 중 231명이 오스트레일리아 원주민으로 확인되었다 (남성 107명, 여성 124명).
2021 인구 조사에 따르면 섬에는 199명이 거주하고 있었으며, 이 중 189명이 오스트레일리아 원주민으로 확인되었다 (남성 84명, 여성 104명).

## 생태
이 섬은 오스트레일리아구의 하위 집합인 뉴기니 맹그로브 생태지역의 일부로 간주된다.
섬 내부는 식생이 드물고 주로 습지이다. 해안은 맹그로브로 둘러싸여 있으며, 이는 섬의 모래와 진흙이 바다 침식으로부터 보호하는 역할을 한다.
맹그로브 지역에는 건강한 바다악어 개체군이 서식할 가능성이 높다.
섬 주변 해역은 듀공의 중요한 서식지이며, 듀공은 바다소목의 일종으로 IUCN에 의해 취약종으로 분류되어 있다.

## 교육

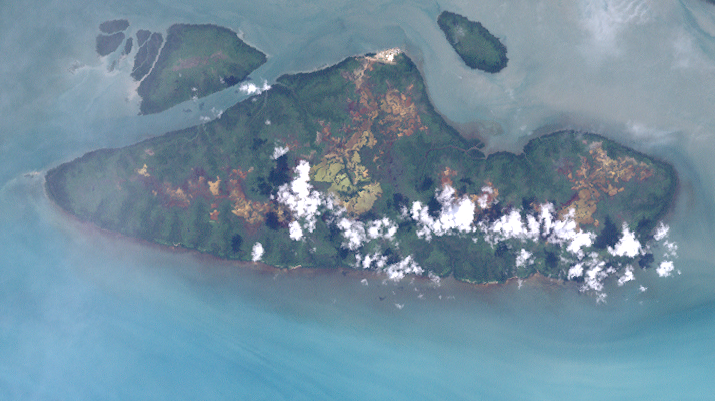
보이구섬의 위성 이미지.

섬에는 중등 학교가 없다. 타가이 주립 대학의 중등 학교 캠퍼스는 목요섬에 있다.

## 편의 시설
토레스 해협 제도 지역 의회는 챔버 스트리트 66번지 (남위 9° 13′ 49″ 동경 142° 13′ 15″ / 남위 9.2304°  동경 142.2208° )에서 원주민 지식 센터 (도서관)를 운영한다. 수년 동안 여러 차례 퀸즐랜드 주립 도서관과 협력하고, 부서장 및 섬의 원로들과 협의하여 개발된 IKC는 '전쟁과 교회'를 주제로 한 2013년 컬처 러브 프로그램을 선보였다. 이 프로젝트 동안 지역 원로/예술가들이 주립 도서관 직원들과 함께 일하며 지역 사회의 어린이 및 청소년들과 창의적인 예술 및 언어 워크숍을 개발하고 제공하는 기술을 구축했다.
파푸아뉴기니와 가까이 있기 때문에 평일마다 파푸아뉴기니 섬 상인들이 보이구섬으로 배를 타고 45분간 이동하여 물품을 판매한다.
보이구섬 1차 보건 의료 센터는 챔버 스트리트 (남위 9° 13′ 51″ 동경 142° 13′ 15″ / 남위 9.2307°  동경 142.2209° )에서 퀸즐랜드 보건부에 의해 운영된다.
보이구섬 하수 처리장은 에스플러네이드에 있는 마을 서쪽 가장자리에 있다 (남위 9° 13′ 54″ 동경 142° 13′ 00″ / 남위 9.2317°  동경 142.2166° ).

## 같이 보기
- 토레스 해협 제도 목록
- 토레스 해협 제도#기후 변화

## 추가 자료
- ((Anau, D., Teske, T.)) (1986). 《Boigu, island of Torres Strait》. Far Northern Schools Development Unit. ISBN 0724216413. — 전체 텍스트 온라인